# Brachistosternus montanus
Espèce
Brachistosternus montanus est une espèce de scorpions de la famille des Bothriuridae.

## Distribution
Cette espèce est endémique d'Argentine. Elle se rencontre dans les provinces de Mendoza et de San Juan

## Description
Le mâle holotype mesure 44,70 mm et la femelle paratype 46,40 mm.

## Publication originale
- Roig Alsina, 1977 : Una nueva especie de escorpion andino de Mendoza, Republica Argentina (Bothriuridae). Physis, Seccion C los Continentes y los Organismos Terrestres, vol. 37, no 93, p. 255-259.